# Haskew Tarn
Der Haskew Tarn ist ein See im Lake District, Cumbria, England. Der See liegt westlich des Seat Robert. Er hat keinen erkennbaren Zufluss. Sein Abfluss an der Westseite mündet in den Haskew Beck.